# Егошин, Герман Павлович
Герман Павлович Егошин (8 апреля 1931, Ленинград, СССР — 2 октября 2009, Санкт-Петербург, Российская Федерация) — советский живописец, Заслуженный художник Российской Федерации, член Санкт-Петербургского Союза художников (до 1992 года — Ленинградской организации Союза художников РСФСР).

## Биография
Герман Павлович Егошин родился 8 апреля 1931 года в Ленинграде.
В 1949—1950 годах учился в Ленинградском художественно-педагогическом училище (ныне им. Н. Рериха), затем в 1950—1953 годах — в Средней художественной школе.
В 1953 году Герман Егошин поступил в Ленинградский институт живописи, скульптуры и архитектуры имени И. Е. Репина, который окончил в 1959 году по мастерской Бориса Иогансона. Дипломная работа — «Ленинградские пейзажи».
В 1961 году принят в члены Ленинградского отделения Союза художников РСФСР (после 1992 года — Санкт-Петербургский Союз художников).
Постоянный участник выставок с 1959 года.
В 1963—64 гг. Г. П. Егошин преподавал в Ленинградском художественно-графическое училище. 1963—67 гг. — ЛВХПУ им. В. И. Мухиной.
Герман Егошин был одним из участников выставки группы художников «Одиннадцать».  Группа  наиболее ярких представителей «левого ЛОСХа» объединилась для участия в двух выставках, в 1972 и в 1976 году.  Выставки прошли в выставочном зале Союза Художников России на Охте.
В группу входили также живописцы Виктор Тетерин, Виталий Тюленев, Завен Аршакуни, Валерий Ватенин, Ярослав Крестовский, Борис Шаманов, Валентина Рахина, Евгения Антипова, Леонид Ткаченко, скульптор Константин Симун, художников поддерживал также искусствовед Л. В. Мочалов.
Член Санкт-Петербургской Академии современного искусства бессмертных.
Скончался 2 октября 2009 года в Санкт-Петербурге на 79-м году жизни. 
Произведения Г. П. Егошина находятся в Государственном Русском музее, Третьяковской галерее, в музеях и частных собраниях в России, Великобритании, Японии, Франции и других странах.

## Выставки
- 1960 год (Ленинград): Выставка произведений ленинградских художников 1960 года.
- 1960 год (Ленинград): Выставка произведений ленинградских художников.
- 1975 год (Ленинград): Наш современник. Зональная выставка произведений ленинградских художников.
- 1997 год (Петербург): Связь времён. 1932—1997. Художники — члены Санкт-Петербургского Союза художников России.